# Wormeldange
Wormeldange (lussemburghese: Wuermeldeng; tedesco: Wormeldingen) è un comune del Lussemburgo orientale. Fa parte del cantone di Grevenmacher, nel distretto omonimo.
Nel 2005, la città di Wormeldange, capoluogo del comune che si trova nella parte meridionale del suo territorio, aveva una popolazione di 742 abitanti. Le altre località che fanno capo al comune sono Ahn, Ehnen, Machtum e Wormeldange-Haut.